# Hans Matheson
Hans Matheson (Stornoway, 7 de Agosto de 1975) é um ator britânico.

## Filmografia

### Cinema
- 300: Rise of an Empire (2014)
- Fúria de Titãs (2010) (2009)
- Sherlock Holmes (2009)
- Bathory (2008)
- Half Light (2006)
- Imperium: Nero (2004)
- Comfortably Numb (2004)
- Deathwatch (2002)
- I Am Dina (2001)
- Canone Inverso (2000)
- Bodywork (1999)
- Tube Tales (1999)
- Still Crazy (1998)
- Les Misérables (1998)
- Family Money (1997)
- Stella Does Tricks (1997)
- Mojo (1997)
- The Future Lasts A Long Time (1997)
- Poldark (1996)

### Televisão
- Tess of the D'Urbervilles (2008), como Alec D'Urberville
- The Tudors (2008), como Arcebispo Thomas Cranmer
- Elizabeth I: A Rainha Virgem (2005), como Robert Devereux, Conde de Essex
- Doctor Zhivago (2002)
- As Brumas de Avalon (2001), como Mordred
- Bramwell - episódio 14 (1996)
- Wycliffe - episódio 38 (1996)
- The Bill (1995)

### Teatro
- Cuba Real: Trio (2004)
- Mojo (1995)